# Ǥ
Ǥ ، ǥ یا G ِ سرکش‌دار یکی از حروف الفبای لاتین سامی اسکولت است و نشان‌دهندهٔ همخوان کامی واک‌دار. همچنین در زبان کادیوه‌ئو Ǥ نشان‌دهندهٔ بست ملازی واک‌دار است. 